# ناحیه فیرویو، شهرستان لیون، مینه سوتا
ناحیه فیرویو (به انگلیسی: Fairview Township) یک منطقهٔ مسکونی در ایالات متحده آمریکا است که در شهرستان لیون، مینه‌سوتا واقع شده‌است.
 ناحیه فیرویو ۸۶٫۰ کیلومتر مربع مساحت و ۴۸۵ نفر جمعیت دارد و ۳۴۳ متر بالاتر از سطح دریا واقع شده‌است.